# Ukrainische Badmintonmeisterschaft 2020
Die Ukrainische Badmintonmeisterschaft 2020 fand vom 12. bis zum 15. November 2020 in Dnipro statt.

## Medaillengewinner
| Disziplin    | Gold                                    | Silber                              | Bronze                               |
| ------------ | --------------------------------------- | ----------------------------------- | ------------------------------------ |
| Herreneinzel | Artem Pochtarev                         | Danylo Bosniuk                      | Kyrylo Leonov                        |
| Herreneinzel | Artem Pochtarev                         | Danylo Bosniuk                      | Oleksandar Shmundyak                 |
| Dameneinzel  | Mariya Ulitina                          | Natalya Voytsekh                    | Polina Buhrova                       |
| Dameneinzel  | Mariya Ulitina                          | Natalya Voytsekh                    | Anna Mihailova                       |
| Herrendoppel | Valeriy Atrashchenkov Gennadiy Natarov  | Vitaliy Konov Oleksandar Shmundyak  | Ivan Medynskiy Ivan Druzchenko       |
| Herrendoppel | Valeriy Atrashchenkov Gennadiy Natarov  | Vitaliy Konov Oleksandar Shmundyak  | Mykola Martynenko Nikita Yeromenko   |
| Damendoppel  | Mariya Ulitina Natalya Voytsekh         | Polina Tkach Olga Tykhorskaya       | Elena Prus Tatiana Potapenko         |
| Damendoppel  | Mariya Ulitina Natalya Voytsekh         | Polina Tkach Olga Tykhorskaya       | Maryja Stoljarenko Yelyzaveta Zharka |
| Mixed        | Valeriy Atrashchenkov Valeriya Rudakova | Danylo Bosniuk Yevgeniya Paksyutova | Oleksandar Shmundyak Mariya Ulitina  |
| Mixed        | Valeriy Atrashchenkov Valeriya Rudakova | Danylo Bosniuk Yevgeniya Paksyutova | Sergey Garist Natalya Voytsekh       |